# さくらあすか
さくら あすか（4月9日 - ）は、日本の漫画家。愛知県出身。『ちゃお』『ちゃおDX』（いずれも小学館）で執筆している。2006年、第57回小学館新人コミック大賞に入選し「初恋ひろい」でデビュー。
体調不良により入院していたが、2011年現在は『Sho-Comi』漫画家・池山田剛のアシスタントをしている。同年8月には第一子となる女児を出産した。

## 作品リスト
- 初恋ひろい（2005年ちゃおDX冬号）
- 王子様ひとりじめ!（2006年ちゃおDX春号）
- おちこぼれシンデレラ（2006年ちゃおDX冬号）
- ちょこっと☆ステップ（2007年ちゃおDX春待ち号）
- ぶきっちょハニー（2007年ちゃおDX春号）
- わかば絵日記（2007年ちゃお7月号）
- いじっぱり☆ザウルス（2007年ちゃおDX初夏号）
- 初恋ノート（2007年ちゃおDX夏号）
- ツンデレ王子とロマンス日和（2007年ちゃおDX秋号）
- トンでもパラダイス!?（2007年ちゃおDX冬号）
- ときめき恋トレ　LEVEL1（2008年ちゃおDX初夏の大増刊号）

## コミックス
※以下オムニバス作品
- だれにもナイショ!わたしのひみつ♥